# Мосін Олександр Григорович
Олександр Григорович Мосін (3 жовтня (16 жовтня) 1871, Шестірня, Херсонська губернія, тепер Широківського району Дніпропетровської області — 9 вересня 1929, Київ) — український радянський співак (тенор), Заслужений артист Республіки (1928).

## Біографія
Народився 3 (16 жовтня) 1871 року в селі Шестерні Херсонської губернії (тепер Широківського району Дніпропетровської області) в родині вчителя народної школи.
Освіту здобув у Херсонській учительської семінарії. Співу навчався в 1893—1897 роках в Московській консерваторії (клас Є. Лавровської), яку закінчив з малою срібною медаллю.
Дебютував в оперному Товаристві М. Унковського. Пізніше виступав в Тифлісі, Ярославлі, Ростові, Петербурзі (Приватна опера У. Гвіді, 1902; Народний Будинок А. Аксаріна, 1903—1905, 1910—1918), Києві (1905—1908, 1927—1929). У 1908—1910 роках соліст московського Большого театру (дебютував 20 березня 1907 року в партії Радамеса). Пізніше виступав в оперних театрах Тбілісі (1923—1925), Харкова (1925—1927) та Одеси.

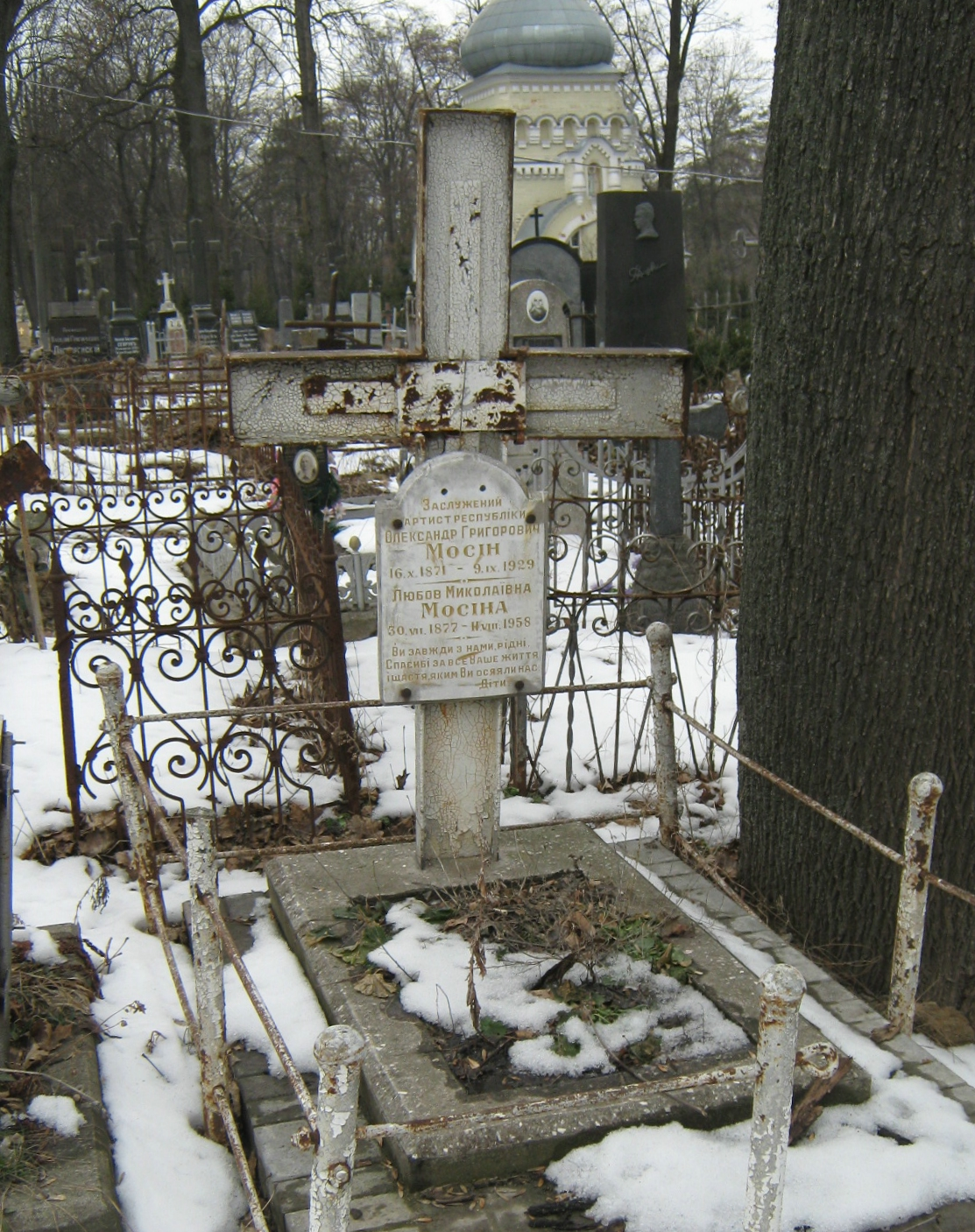
Могила Олександра Мосіна

Помер 9 вересня 1929 року. Похований в Києві на Лук'янівському цвинтарі (ділянка № 11).

## Творчість
Перший виконувач партій: Фітцгерберта («Потьомкінське свято»), Белідора («Мададжара»), Каштанова («Вибух»); в Петербурзі: Бастрюкова («Сон на Волзі»), Вронського («Анна Кареніна»); в Києві — Енцо («Джоконда»), Хлопуши («Орлиний бунт»), Дюфрена («Заза»); в Одесі — Хлопуши.
Другі партії: Торопка, Собінін, Князь («Русалка» О. Даргомижського), Самозванець, Руальда, Агафон, Володимир Дубровський, Ликов, Садко, Берендей, Вакула («Ніч перед Різдвом» і «Черевички»), Герман («Пікова дама»), Бастрюков («Воєвода»), Княжич Юрій, Нерон («Нерон»), Микола («Різдвяна ніч»); Фауст («Фауст» і «Мефістофель»), Отелло («Отелло» Дж. Верді), Дон Карлос («Дон Карлос»), Рудольф («Богема»), Хозе («Кармен»), Рауль, Іоанн Лейденський, Самсон, Каніо, Калаф, Лоенгрін, Тангейзер.
Партнери: Л. Андрєєва-Дельмас, К. Антарова, Л. Балановська, К. Брун, Р. Горська, О. Де-Вос-Соболєва, М. Литвиненко-Вольгемут, В. Лоський, Л. Савранський, П. Тихонов, Ф. Шаляпін, Л. Яковлєв.
Співав під керівництвом У. Авранека, М. Голінкіна, Е. Гранеллі, Е. Купера, Дж. Пагані, І. Паліцина, В. Сука, Б. Яновського.
У концертах виконував романси російських композиторів, у тому числі П. Чайковського та С. Рахманінова.